# Untermühle (Mellingen)

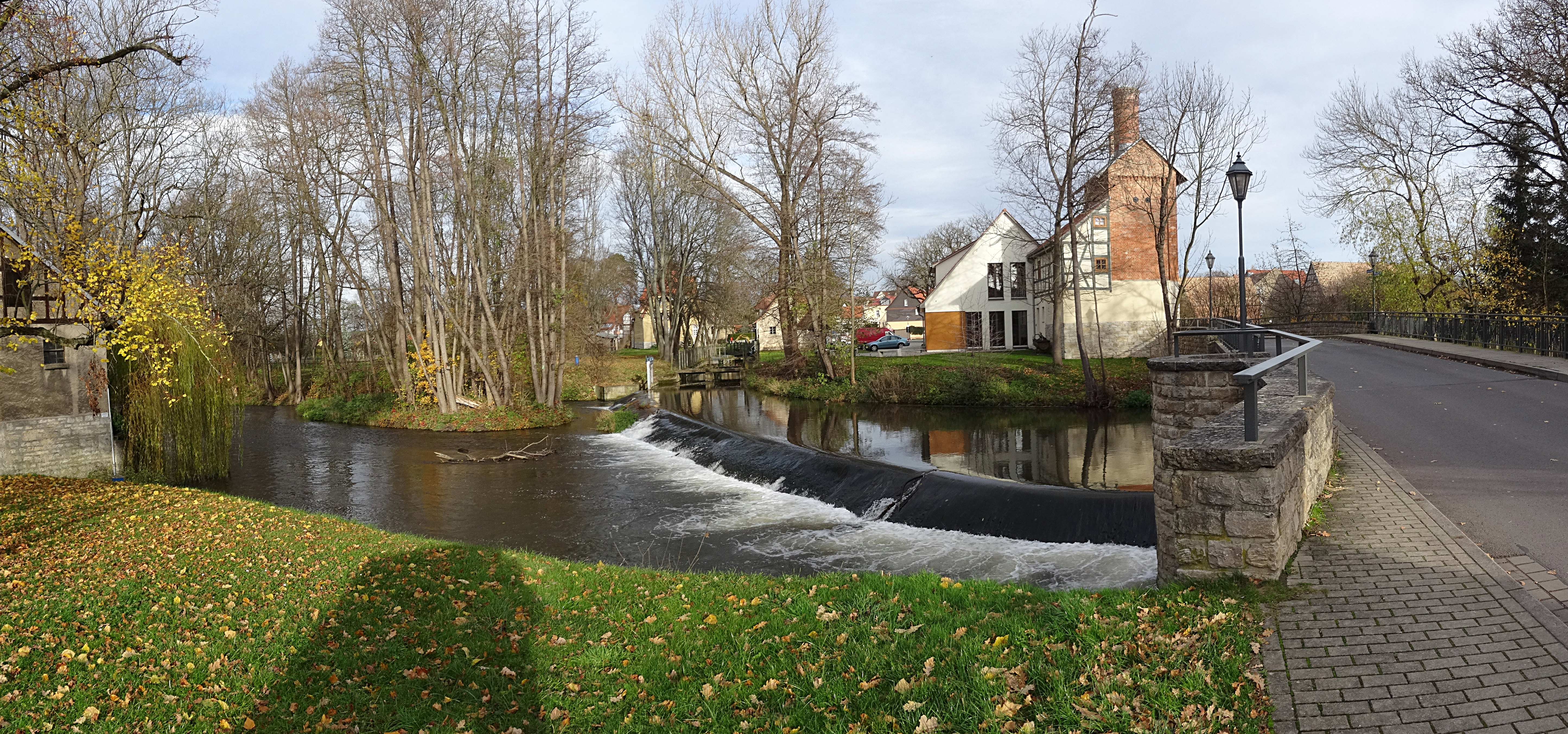
Wehr der Untermühle Mellingen, im Vordergrund die Malzdarre, im Hintergrund die Untermühle

Die Untermühle im thüringischen Mellingen in Weimarer Land ist eine Wassermühle an der Ilm, verbunden mit einem kleinen Mühlgraben in der Karl-August-Straße 134.
Die Mühle gibt es seit dem 16. Jahrhundert. Erwähnt wurde als „Treiber“ seit 1735, also Betreiber ein Hanß Friedrich Schwarz aus Bautzen, der 1763 starb. Einer der Besitzer war Hermann Hergt, der die Villa Hergt 1925 von Alfred Arndt errichten ließ. Sie war eine Öl- und Getreidemühle.
Die Untermühle samt Gehöft mit insgesamt sechs Gebäuden steht auf der Liste der Kulturdenkmale in Mellingen (Thüringen). Das trifft ebenfalls für die unweit hiervon an der Ilm gelegenen Malzdarre zu. Hinter der Malzdarre überquert eine Brücke die Ilm.
Das Wehr bei der Untermühle war Gegenstand der Planungen zur Durchlassfähigkeit der Ilm.